# Les Ombres du passé (série télévisée)
Pour les articles homonymes, voir Les Ombres du passé.
Les Ombres du passé (Las largas sombras) est une mini-série dramatique espagnole, créée par José Manuel Lorenzo et Clara Roquet, basée sur le roman éponyme d'Elia Barceló (es) et diffusée le 10 mai 2024 sur Disney+.
La série, produite par DLO Productions, bénéficie dans sa distribution de la participation d'Elena Anaya, Belén Cuesta, Irene Escolar, Marta Etura et Itziar Atienza.

## Synopsis
La découverte de restes humains dans une grotte de Majorque amène l'inspectrice Paula Ríos (Irene Escolar) à faire un choix.

## Distribution

### Actrices principales
- Elena Anaya (VF : Alexandra Garijo) : Rita Montero
- Irene Escolar (VF : Esthèle Dumand) : Paula Rios
- Belén Cuesta (VF : Karine Foviau) : Teresa Soler
- Marta Etura (VF : Marion Gress) : Soledad
- Itziar Atienza (VF : Olivia Luccioni) : Candela Nebot

### Acteurs récurrents
- Roger Casamajor (VF : Emmanuel Curtil) : César
- Jorge Usón (VF : Mike Fédée) : Manolo Fuster
- Fran Nortes (VF : Jérémy Prévost) : Adrian
- Nansi Nsue (VF : Amélia Ewu) : Ángela
- Juan Blanco (VF : Marc Arnaud) : Gerardo
- Inma Sancho : Isabel
- Laura Wedel : Matilde "Mati" Ríos
- Cristina Kovani (VF : Meaghan Dandrael) : Mery

 Source et légende : version française (VF) sur RS Doublage